# تلميح

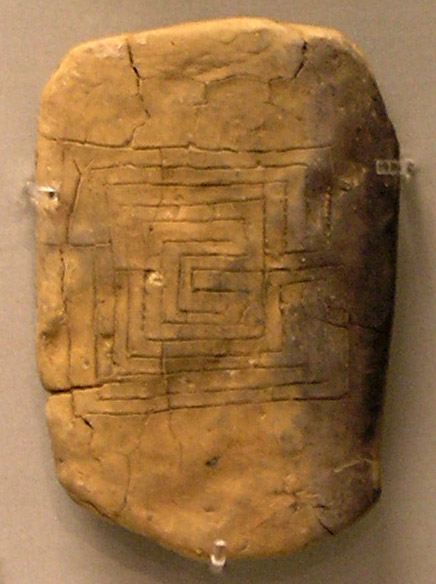

التلميح ويعرف أدبياً بالإشارة الضمنية هو أن يشار في فحوى الكلام إلى قصة أو شعر، من غير أن تذكر صريحا.